# Dia Mundial dels Refugiats
El Dia Mundial dels Refugiats o Dia Mundial de les Persones Refugiades és una efemèride anual celebrada el 20 de juny i promoguda per les Nacions Unides que té l'objectiu de rescatar de l'oblit la situació que viuen milions de persones desarrelades entre refugiats, apàtrides, desplaçats interns i sol·licitants d'asil que actualment hi ha al món.
Fou declarat el dia 4 de desembre de 2000 per part de l'Assemblea General de les Nacions Unides en la seua Resolució 55/76, que decidia endegar-lo a partir de l'any 2001.

## Temes
| Any  | Tema                                                                    |
| ---- | ----------------------------------------------------------------------- |
| 2020 | Camina amb els refugiats                                                |
| 2019 | Fes un pas endavant pel Dia Mundial dels refugiats                      |
| 2018 | Ara més que mai, hem d'estar al costat dels refugiats                   |
| 2017 | Abracem als refugiats per celebrar la humanitat en comú                 |
| 2016 | Estem al costat dels refugiats                                          |
| 2015 | Amb coratge, unim-nos                                                   |
| 2014 | Migrants i refugiats: per un món plegats                                |
| 2013 | Dedica 1 minut per ajudar a una família obligada a fugir                |
| 2012 | Una família trencada per la guerra és massa                             |
| 2011 | Posa't en les sabates d'un efugiat                                      |
| 2010 | Un refugiat forçat a fugir és massa                                     |
| 2009 | La llar                                                                 |
| 2008 | Protecció                                                               |
| 2007 | Una nova llar, una nova vida                                            |
| 2006 | Mantenint visqui la flama de l'esperança                                |
| 2005 | Es necessita valor per ser un refugiat                                  |
| 2004 | Trobar una llar: començant de nou en condicions de seguretat i dignitat |
| 2003 | Joves refugiats: cimentant el futur                                     |
| 2002 | Tolerància                                                              |
| 2001 | Respecte                                                                |